# Rosie Jones
Rosie Jones, född 13 november 1959 i Santa Ana i Kalifornien, är en amerikansk professionell golfspelare.
Jones hade en framgångsrik amatörkarriär där hon bland annat vann New Mexico Junior Championship tre år i rad, 1974-1976, och New Mexico State Championship 1979.
Hon studerade vid Ohio State University och började att spela på LPGA-touren 1982. Hennes bästa placering i penningligan är en tredjeplats 1988 då hon delade förstaplatsen som den mest segerrika spelaren det året med tre segrar. 2005 hade hon vunnit tretton tävlingar på LPGA-touren och spelat för USA:s lag i Solheim Cup sju gånger. Hon har blivit tvåa i damernas majortävlingar fyra gånger (1984 US Womens Open 1984, LPGA Championship 1991, du Maurier Classic 2000 och Kraft Nabisco Championship 2005). Hon har inte vunnit några majors.
Tack vare att hon ofta har haft höga placeringar i tävlingar så låg hon efter 2005 års säsong på sjätte plats i LPGA:s lista över mest inspelade pengar under karriären.
Jones var medlem i LPGA-spelarnas verkställande kommitté 2000-2003.

## Meriter

### Segrar på LPGA-touren
- 1987 Rail Charity Classic
- 1988 USX Golf Classic, Nestle World Championship, Santa Barbara Open
- 1991 Rochester International
- 1995 Pinewild Women's Championship
- 1996 Corning Classic
- 1997 Corning Classic
- 1998 Wegmans Rochester International
- 1999 Firstar LPGA Classic
- 2003 Kathy Ireland Championship Honoring Harvey Penick, Sybase Big Apple Classic Presented by GOLF Magazine
- 2003 Asahi Ryokuken International Championship at Mount Vintage

### Amatörsegrar
- 1974 New Mexico Junior Championship
- 1975 New Mexico Junior Championship
- 1976 New Mexico Junior Championship
- 1979 New Mexico State Championship